# Assedio di Fukuyo
L'assedio di Fukuyo fu uno dei molti scontri portati da Takeda Shingen per prendere il controllo della provincia di Shinano. La fortezza di Fukuyo si trovava nella valle di Ina, a sud del lago Suwa. Tozawa Yorichika, alleato di Takatō Yoritsugu, signore del castello di Takatō, si arrese velocemente. La Battaglia di Ankokuji seguì l'assedio.